# Casarrubios del Monte
Casarrubios del Monte – gmina w Hiszpanii, w prowincji Toledo, w Kastylii-La Mancha, o powierzchni 92,42 km². W 2011 roku gmina liczyła 5600 mieszkańców.